# 康拉德一世 (克恩頓)
康拉德一世（英語：Conrad I，975年—1011年12月），萨利安王朝成员，1004年-1011年为卡林西亚公爵。他是奧托一世的第三子。